# Microrregión de Itaguara
La microrregión de Itaguara es una de las microrregiones del estado brasilero de Minas Gerais perteneciente a la mesorregión Metropolitana de Belo Horizonte. Su población fue estimada en 2005 por el IBGE en 59.168 habitantes y está dividida en nueve municipios. Posee un área total de 2.421,445 km².

## Municipios
- Belo Vale
- Bonfim
- Crucilândia
- Itaguara
- Itatiaiuçu
- Jeceaba
- Moeda
- Piedade dos Gerais
- Rio Manso

- Datos: Q2455595